# Archaealectrornis sibleyi
Archaealectrornis sibleyi — базальний викопний вид куроподібних птахів, що існував в Північній Америці в олігоцені (33-30 млн років тому).

## Скам'янілості
Викопні рештки птаха знайдені у відкладеннях формації Брюль в американському штаті Небраска.

## Опис
Досить великий птах завдовжки 56 см. Міцні крила вказують на те, що птах був здатним до активного польоту.